# Marwan Khoury
Marwan Khoury (en árabe مروان خوري) es un compositor, cantante y arreglista libanés. Sus trabajos han sido interpretados por los artistas árabes más famosos y adaptados en varios países como Turquía. Ha hecho éxitos para artistas líderes como Majida El Roumi, Saber Rabai, Nawal Al Zoghbi, Assala Nasri, Najwa Karam, Fadl Shaker, Elissa, Carole Samaha, Bassima y Myriam Fares. 

## Biografía
Nació en Mazra’et El Teffah, Zgarta en Gobernación del Norte, Líbano el 3 de febrero de 1968, pertenece a una familia católica. 
En 1986, Marwan se matricula en la Universidad Saint-Esprit de Kaslik (USEK) en donde estudia piano y musicología. Durante esos años gana un premio en un concurso de composición. El premio le fue entregado de manos del entonces presidente de Líbano, Amin Gemayel. 
En 1988, produjo su primer álbum titulado Kasak Habibi, compuesto, escrito y producido por él solo. 1989 representó una nueva etapa en la vida de Marwan, no como cantante, sino como teclista y director de orquesta. Tocó en varios programas de televisión. Y así continuó tocando el teclado para muchos artistas famosos. En ese período compuso Fik yamma balak que él mismo interpretó y se lanzó a los medios en 1994. En 1997 escribió su segundo sencillo, Lasbor ala welah. 
Sin embargo, no fue sino hasta 1999 cuando Marwan se dio a conocer como artista en la industria musical. Compuso dos temas para Nawal Zogbi, Tia y Dalouna. Después, en 2001 Marwan lanzó su primer álbum oficial Khayal el omer, y al siguiente año sacó su primer videoclip Ya Sho'. 
A lo largo de su carrera, Marwan ha sido premiado dos veces con el prestigioso premio Murex D’Or. Primero en 2003, cuando obtuvo su primer reconocimiento como compositor talentoso. Y después en 2004, cuando ganó el Murex D’Or por Mejor artista polifacético (con cantante, compositor, videoclip, canción y álbum). 
En 2005, firmó un contrato por cinco años con la compañía discográfica más importante del Mundo Árabe, Rotana Records. Y en mayo lanzó su álbum más famoso, Kil el asayed. En 2006 lanzó un álbum adicional, Asr el sho’. Kil el asayed fue uno de los álbumes más vendidos de ese año. 
Marwan Khoury es uno de los artistas libaneses más respetados de Medio Oriente. Sus conciertos en vivo en la prestigiosa Opera House de Egipto y el Festival de Cartago en Túnez son prueba de ello.

## Discografía

### Álbumes
| Año  | Nombre de álbum | Nombre (AR) | # Pistas |
| ---- | --------------- | ----------- | -------- |
| 2002 | Khayal el omer  | خيّال العمر  | 6        |
| 2004 | Kil el asayed   | كل القصايد  | 9        |
| 2006 | Asr el sho'     | قصر الشوق   | 10       |
| 2008 | Ana wi lleil    | أنا والليل  | 12       |
| 2010 | Raj'in          | راجعين      | 10       |
| 2015 | Alayka Al Lahfa | عليك اللهفة | 7        |

### Sencillos
| Año  | Título           | Título (AR)    |
| ---- | ---------------- | -------------- |
| 1988 | Kasak Habibi     | كاسك حبيبي     |
| 1994 | Fik yamma balak  | فيك ياما بالك  |
| 1997 | Lasbor ala welah | لأصبر على ويله |
| 2007 | Ya rab           | يا رب          |
| 2007 | Dawayer          | دواير          |
| 2007 | Kil el arab      | كل العرب       |
| 2008 | Ana wi lleil     | أنا والليل     |
| 2010 | Wati Sawtik      | وطي صوتك       |
| 2010 | Raj'in           | راجعين         |